# Psittacara rubritorquis
Il parrocchetto golarossa (Psittacara rubritorquis (P.L.Sclater, 1887)) è un uccello della famiglia degli Psittacidi.

## Descrizione
Quasi identico al parrocchetto verde, si differenzia da esso solamente per un evidente segno rosso scheggiato di giallo sulla gola e sul petto.

## Distribuzione e habitat
Vive in El Salvador, Guatemala, Honduras e Nicaragua. Predilige le boscaglie e le terre aperte di collina e montagna, fino ai 2500 metri.